# Mikołajewszczyzna
Mikołajewszczyzna (biał. Мікалаеўшчына, Mikałajeuszczyna) – wieś w rejonie stołpeckim obwodu mińskiego, nad Niemnem.
Znajduje się tu parafialna cerkiew prawosławna pw. św. Mikołaja Cudotwórcy z 1999 r.

## Historia
Miasto magnackie (Radziwiłłów) położone było w końcu XVIII wieku w powiecie mińskim województwa mińskiego.
Słownik geograficzny Królestwa Polskiego opisuje miejscowość w następujący sposób:

…małe miasteczko poradziwiłłowskie u zbiegu Turczanki z Niemnem, w płd. krańcu powiatu mińskiego, pomiędzy miasteczakmi Mohylno i Nowy Świerzeń, około 100 domów drewnianych, cerkiew przerobiona z kościoła parafialnego katolickiego (dekanatu nadniemeńskiego), fundacji radziwiłłowskiej, po 1866 skasowanego.

W dwudziestoleciu międzywojennym leżała w Polsce, w województwie nowogródzkim, w powiecie stołpeckim. Wieś i folwark w gminie Świerżeń, natomiast część wsi nazywana Jurzdyka Mikołajewska do 15 kwietnia 1930 w gminie Stołpce, następnie w gminie Świerżeń. W 1921 wieś i folwark w gminie Świerżeń liczyły łącznie 929 mieszkańców, zamieszkałych w 164 budynkach, w tym 897 Białorusinów i 32 Polaków. 889 mieszkańców było wyznania prawosławnego, 33 rzymskokatolickiego i 7 mojżeszowego. Wieś Mikołajewszczyzna (Jurzdyka Mikołajewska) w gminie Stołpce liczyła zaś 123 mieszkańców, zamieszkałych w 25 budynkach, w tym 121 Białorusinów i 2 Polaków. 121 mieszkańców było wyznania prawosławnego i 2 rzymskokatolickiego.
Otoczona była wówczas lasem ordynacji nieświeskiej. We wsi mieściła się gajówka. W okresie II RP stacjonowała tu kompania graniczna KOP „Mikołajewszczyzna”.
Po II wojnie światowej w granicach Związku Sowieckiego. Od 1991 w niepodległej Białorusi.

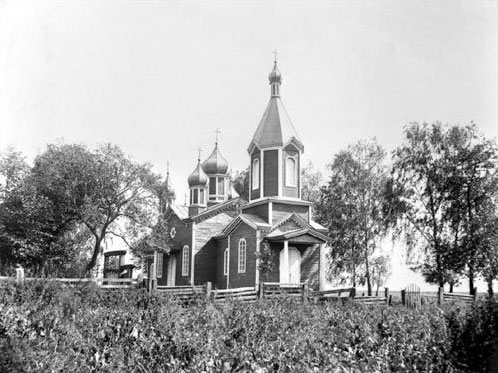
Cerkiew św. Mikołaja z XIX w., zniszczona przez władze komunistyczne w latach 60. XX w.
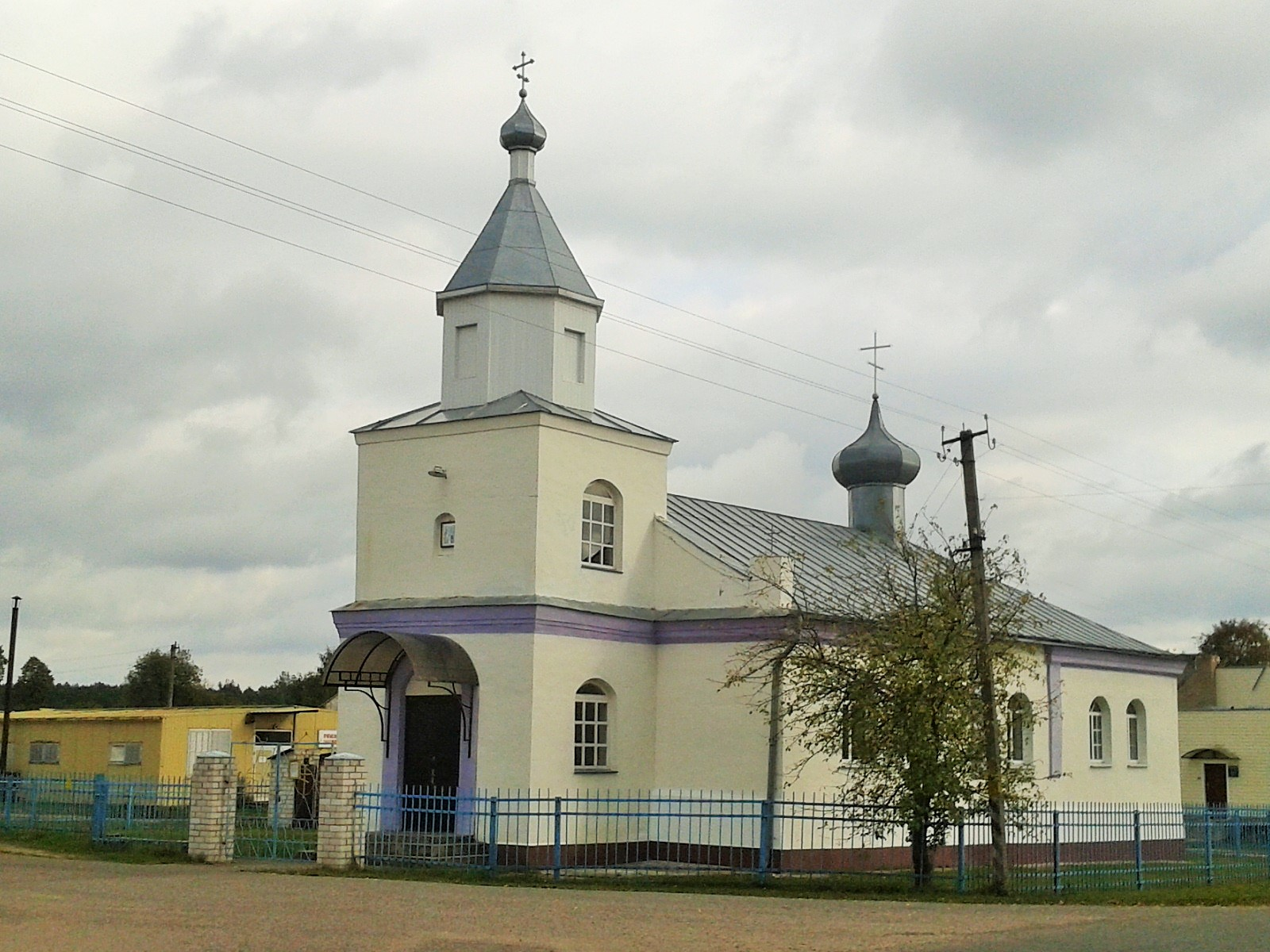
Współczesna cerkiew św. Mikołaja z 1999 r.
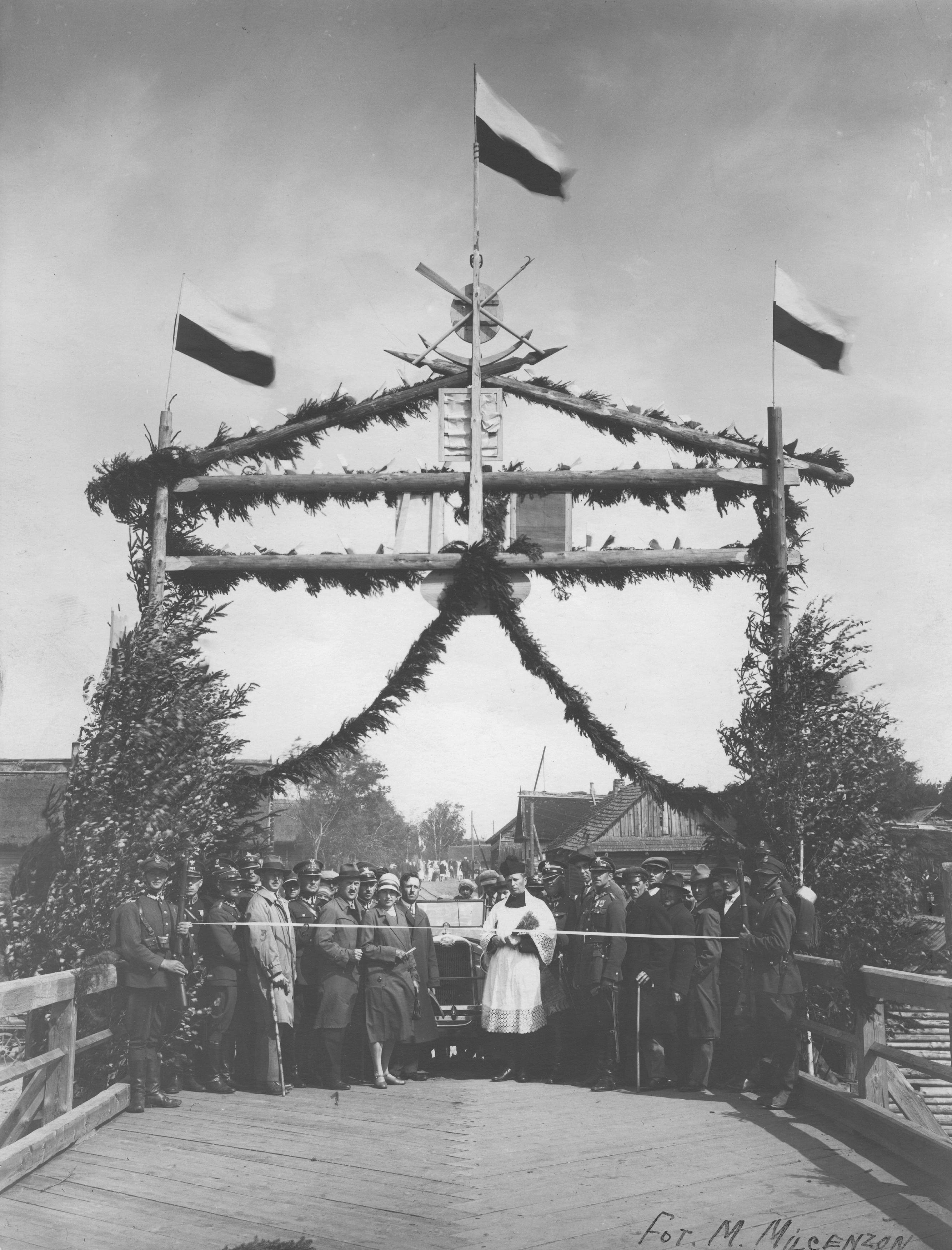
otwarcie mostu na Niemnie w 1928